# Album al numero uno nella Billboard 200 nel 1994
Di seguito è proposta la lista degli album al numero uno nella Billboard 200 nel 1994.

## Billboard 200
| † | Indica l'album con le migliori prestazioni del 1994. |

| Data         | Album                                        | Artista                   | Tot. sett. #1 | Unità vendute | Fonti           |
| ------------ | -------------------------------------------- | ------------------------- | ------------- | ------------- | --------------- |
| 1º gennaio   | Music Box                                    | Mariah Carey              | 8             | 393.000       | [ 1 ] [ 2 ]     |
| 8 gennaio    | Music Box                                    | Mariah Carey              | 8             | 505.000       | [ 3 ] [ 4 ]     |
| 15 gennaio   | Doggystyle                                   | Snoop Doggy Dogg          | 3             | 270.000       | [ 4 ] [ 5 ]     |
| 22 gennaio   | Music Box                                    | Mariah Carey              | 8             | 163.000       | [ 6 ] [ 7 ]     |
| 29 gennaio   | Music Box                                    | Mariah Carey              | 8             | 125.000       | [ 8 ] [ 9 ]     |
| 5 febbraio   | Music Box                                    | Mariah Carey              | 8             | 108.000       | [ 10 ] [ 11 ]   |
| 12 febbraio  | Jar of Flies                                 | Alice In Chains           | 1             | 141.000       | [ 12 ] [ 13 ]   |
| 19 febbraio  | Kickin' It Up                                | John Michael Montgomery   | 1             | 108.000       | [ 14 ] [ 15 ]   |
| 26 febbraio  | Toni Braxton                                 | Toni Braxton              | 2             | 104.000       | [ 16 ] [ 17 ]   |
| 5 marzo      | Music Box                                    | Mariah Carey              | 8             | 117.000       | [ 18 ] [ 19 ]   |
| 12 marzo     | Music Box                                    | Mariah Carey              | 8             | 92.000        | [ 20 ] [ 21 ]   |
| 19 marzo     | Toni Braxton                                 | Toni Braxton              | 2             | 104.000       | [ 22 ] [ 23 ]   |
| 26 marzo     | Superunknown                                 | Soundgarden               | 1             | 162.000       | [ 24 ] [ 25 ]   |
| 2 aprile     | The Sign †                                   | Ace of Base               | 2             | 106.000       | [ 25 ] [ 26 ]   |
| 9 aprile     | Far Beyond Driven                            | Pantera                   | 1             | 185.000       | [ 27 ] [ 28 ]   |
| 16 aprile    | Longing in Their Hearts                      | Bonnie Raitt              | 1             | 146.000       | [ 29 ] [ 30 ]   |
| 23 aprile    | The Division Bell                            | Pink Floyd                | 4             | 465.000       | [ 31 ] [ 32 ]   |
| 30 aprile    | The Division Bell                            | Pink Floyd                | 4             | 226.000       | [ 33 ] [ 34 ]   |
| 7 maggio     | The Division Bell                            | Pink Floyd                | 4             | 157.000       | [ 34 ] [ 35 ]   |
| 14 maggio    | The Division Bell                            | Pink Floyd                | 4             | 134.,000      | [ 36 ] [ 37 ]   |
| 21 maggio    | Not a Moment Too Soon                        | Tim McGraw                | 2             | 132.442       | [ 38 ] [ 39 ]   |
| 28 maggio    | Not a Moment Too Soon                        | Tim McGraw                | 2             | 133.780       | [ 40 ] [ 41 ]   |
| 4 giugno     | The Crow: Original Motion Picture Soundtrack | Artisti vari              | 1             | 125.000       | [ 42 ] [ 43 ]   |
| 11 giugno    | The Sign †                                   | Ace of Base               | 2             | 126.000       | [ 44 ] [ 45 ]   |
| 18 giugno    | Ill Communication                            | Beastie Boys              | 1             | 220.000       | [ 46 ] [ 47 ]   |
| 25 giugno    | Purple                                       | Stone Temple Pilots       | 3             | 252.000       | [ 48 ] [ 49 ]   |
| 2 luglio     | Purple                                       | Stone Temple Pilots       | 3             | 196.000       | [ 50 ] [ 51 ]   |
| 9 luglio     | Purple                                       | Stone Temple Pilots       | 3             | 177.000       | [ 52 ] [ 53 ]   |
| 16 luglio    | The Lion King                                | Elton John e artisti vari | 10            | 271.000       | [ 54 ] [ 55 ]   |
| 23 luglio    | The Lion King                                | Elton John e artisti vari | 10            | 296.000       | [ 56 ] [ 57 ]   |
| 30 luglio    | The Lion King                                | Elton John e artisti vari | 10            | 311.000       | [ 58 ] [ 59 ]   |
| 6 agosto     | The Lion King                                | Elton John e artisti vari | 10            | 294.000       | [ 60 ] [ 61 ]   |
| 13 agosto    | The Lion King                                | Elton John e artisti vari | 10            | 289.000       | [ 62 ] [ 63 ]   |
| 20 agosto    | The Lion King                                | Elton John e artisti vari | 10            | 251.000       | [ 64 ] [ 65 ]   |
| 27 agosto    | The Lion King                                | Elton John e artisti vari | 10            | 216.000       | [ 66 ] [ 67 ]   |
| 3 settembre  | The Lion King                                | Elton John e artisti vari | 10            | 213.000       | [ 68 ] [ 69 ]   |
| 10 settembre | The Lion King                                | Elton John e artisti vari | 10            | 199.000       | [ 70 ] [ 71 ]   |
| 17 settembre | II                                           | Boyz II Men               | 5             | 302.000       | [ 72 ] [ 73 ]   |
| 24 settembre | II                                           | Boyz II Men               | 5             | 236.834       | [ 74 ] [ 75 ]   |
| 1º ottobre   | From the Cradle                              | Eric Clapton              | 1             | 209.000       | [ 76 ] [ 77 ]   |
| 8 ottobre    | II                                           | Boyz II Men               | 5             | 175.000       | [ 78 ] [ 79 ]   |
| 15 ottobre   | Monster                                      | R.E.M.                    | 2             | 343.500       | [ 80 ] [ 81 ]   |
| 22 ottobre   | Monster                                      | R.E.M.                    | 2             | 178.000       | [ 82 ] [ 83 ]   |
| 29 ottobre   | II                                           | Boyz II Men               | 5             | 147.000       | [ 84 ] [ 85 ]   |
| 5 novembre   | Murder Was the Case                          | Snoop Dogg e artisti vari | 2             | 329.000       | [ 81 ] [ 86 ]   |
| 12 novembre  | Murder Was the Case                          | Snoop Dogg e artisti vari | 2             | 197.000       | [ 87 ] [ 88 ]   |
| 19 novembre  | MTV Unplugged in New York                    | Nirvana                   | 1             | 310.000       | [ 89 ] [ 90 ]   |
| 26 novembre  | Hell Freezes Over                            | Eagles                    | 2             | 266.500       | [ 91 ] [ 92 ]   |
| 3 dicembre   | Hell Freezes Over                            | Eagles                    | 2             | 203.000       | [ 93 ] [ 94 ]   |
| 10 dicembre  | Miracles: The Holiday Album                  | Kenny G                   | 3             | 241.000       | [ 95 ] [ 96 ]   |
| 17 dicembre  | Miracles: The Holiday Album                  | Kenny G                   | 3             | 328.000       | [ 97 ] [ 98 ]   |
| 24 dicembre  | Vitalogy                                     | Pearl Jam                 | 1             | 877.000       | [ 99 ] [ 100 ]  |
| 31 dicembre  | Miracles: The Holiday Album                  | Kenny G                   | 3             | 718.000       | [ 101 ] [ 102 ] |

Note:
1. 1 2 3  Ha raggiunto il numero uno anche nel 1993
2. ↑  Ha raggiunto il numero uno anche nel 1993
3. ↑  Ha raggiunto il numero uno anche nel 1995
4. 1 2 3  Ha raggiunto il numero uno anche nel 1995